# Aphodius fulvientris
Aphodius fulvientris là một loài bọ cánh cứng trong họ Scarabaeidae. Loài này được Fairmaire miêu tả khoa học năm 1860.